# ألفة يوسف
ألفة يوسف كاتبة ومؤلفة وباحثة تونسية ولدت في سنة 1966 بمدينة سوسة (تونس) وهي أكاديمية مختصة في اللغة العربية واللسانيات، وتصنف من الجيل التونسي الجديد المثقف. وقد اشتهرت بالجرأة في كتاباتها وبطروحاتها الدينية ذات الصبغة الحداثية، كما تناولت في أبحاثها الموروث الديني بالتحليل والمقارنة.
واشتهرت بمقاربتها النقدية للفكر الإسلامي وتحليل التصورات غير المدروسة عن الدين والنصوص المقدسة. وانطلاقا من اختصاصها الأصلي في مجال اللغة واللّسانيات والحضارة العربية، تدرس عدة مسائل حضارية ومن أبرزها الظاهرة الدينية، بداية من أطروحتها في دكتوراه الدّولة «تعدّد المعنى في القرآن» فالزاوية الأصلية لسانية، مع اهتمام بمعاني الآيات ودلالاتها عند المفسرين والفقهاء والأصوليين.
تعتبر الدكتورة ألفة يوسف من أهمّ الوجوه الجامعية في تونس التي تعمل على البحث في الظاهرة الدينية إلى جانب اهتماماتها النقدية واللسانية. ولها عدة إصدارات ودراسات منها «الاخبار عن المرأة في القرآن والسنة» و«الله أعلم» و« ناقصات عقل ودين» إلى جانب كتابها «حيرة مسلمة» الذي أثار جدلا واسعا.
وقد شغلت ألفة يوسف منصب مديرة المعهد العالي لاطارات الطفولة ومنصب مديرة المكتبة الوطنية التونسية، ولكنها قدمت استقالتها منها، وذلك بعد الثورة التونسية في 2011. كما قدمت على مدى سنوات مساهمات في الإنتاج التّلفزيوني التونسي بحيث كانت تعد وتنشط برامج تلفزية تعنى بالإصدارات الحديثة وبمسائل ثقافيّة واجتماعيّة متعددة. انضمت لحزب نداء تونس ثم استقالت منه في أغسطس 2014.

## المؤلفات
- نساء وذاكرة (بالاشتراك، تونس 1992): اعتمد الكتاب على منهج التّاريخ الشّفوي ويشتمل على شهادات نساء تونسيّات شهيرات في مجالات متعدّدة مطلع القرن العشرين.
- بحوث في خطاب السّدّ المسرحيّ(بالاشتراك، تونس 1994):يدرس هذا الكتاب واحدا من أشهر كتابات محمود المسعدي، مسرحيّة «السّدّ»، وذلك من منظور دلالي وسيميائيّ.
- المساجلة بين فقه اللغة واللسانيّات (تونس 1997): يهتمّ هذا الكتاب بتقبّل اللغويّين العرب المعاصرين لعلم اللسانيّات.
- الإخبار عن المرأة في القرآن والسّنّة (سحر للنّشر، تونس 1997): يعتمد هذا الكتاب نظريّة الإخبار مقارنا بين المرأة في الجاهليّة والمرأة في الإسلام. ويستند إلى علم الاجتماع وفلسفة الأديان.
- تعدّد المعنى في القرآن (سحر للنّشر، تونس 2003): كان هذا الكتاب في الأصل موضوع دكتوراه دولة، وقد نشد تقديم ضروب تعدّد المعنى في القرآن من خلال المفسّرين. وينتهي البحث إلى الإقرار بوجود معنى أصليّ للقرآن هو القرآن في اللوح المحفوظ، وهذا المعنى ممتنع لا يعلم تأويله إلاّ الله بحسب مؤلفته.
- ناقصات عقل ودين(سحر للنّشر، تونس 2003): مقاربة نفسيّة لبعض أحاديث الرّسول صلّى الله عليه وسلّم.
- Le Coran au risque de la psychanalyse, Albin-Michel, Paris 2007 كتاب الف باللغة الفرنسية وهو مقاربة نفسيّة روحانيّة للقرآن تنشد تجاوز تعدّد المعاني والطّقوس الشّكليّة وتسعى إلى تفاعل جوهريّ مع النّصّ الدّينيّ.
- حيرة مسلمة: في الميراث والزّواج والجنسيّة المثليّة (سحر للنّشر، تونس 2008) قراءة لموقف المفسّرين من مسائل الميراث والزّواج والجنسيّة المثليّة وبيان للفرق الشّاسع بين انغلاق المفسّرين من جهة وانفتاح النصّ القرآنيّ من جهة أخرى.
- شوق.. قراءة في أركان الإسلام، دار سحر، تونس 2010
- سلسلة بعنوان «والله أعلم» تونس 2012
- وليس الذكر كالأنثى تونس 2014
- أحلى كلام تونس 2018
- وجه اللّه، ثلاثة سبل إلى الله، تونس 2019.

## التّجربة المهنيّة
عملت الفة في منصب استاذة مساعدة منذ 1989، ثم أستاذة جامعية في 1992، وأستاذة محاضرة منذ 2002 بكلّية الآداب والفنون والإنسانيّات بمنّوبة، وأستاذة منذ أكتوبر 2007 بالمعهد العالي للّغات بتونس. درّست اللّسانيّات والأدب والحضارة لطلبة المرحلة الأولى والثّانية والثّالثة.
أطّرت عديد الطّلبة في مذكّرات البحث وشهادات الماجستير. وكانت عضوا في لجان الماجستير والدكتورا والتّأهيل الجامعيّ.
مديرة المعهد الأعلى لإطارات الطّفولة بقرطاج درمش (من أكتوبر 2003).
مديرة المكتبة الوطنية التونسية.

## الإنتاج التّلفزيوني
إعداد برامج ثقافيّة وتنشيطها (1994-2004):
- كتاب في دقائق(1994-2004): برنامج يقدّم الإصدارات الحديثة.
- كتاب من التّراث(1994-1999): برنامج يقدّم أمّهات كتب التّراث.
- ساعة حوار (1994-1995-1997): برنامج اجتماعيّ يتحاور فيه الشّباب في مسائل اجتماعيّة وثقافيّة متعدّدة.
- مساجلات (2000-2001): برنامج ثقافيّ يناقش قضايا الأدب والفلسفة والعلوم الإنسانيّة.
- كتاب اليوم(2000-2001): برنامج مباشر يعرّف بأهمّ مفاهيم العلوم الإنسانيّة.
- على هامش السّيرة(2007): برنامج يطرح مسائل لها بسيرة الرسول علاقة مازجا بين القراءات التراثيّة والقراءات الحديثة.

## الحياة الشخصية
متزوجة من الاستاذ الجامعي عادل خضر.